# 蘇米斯瓦爾德

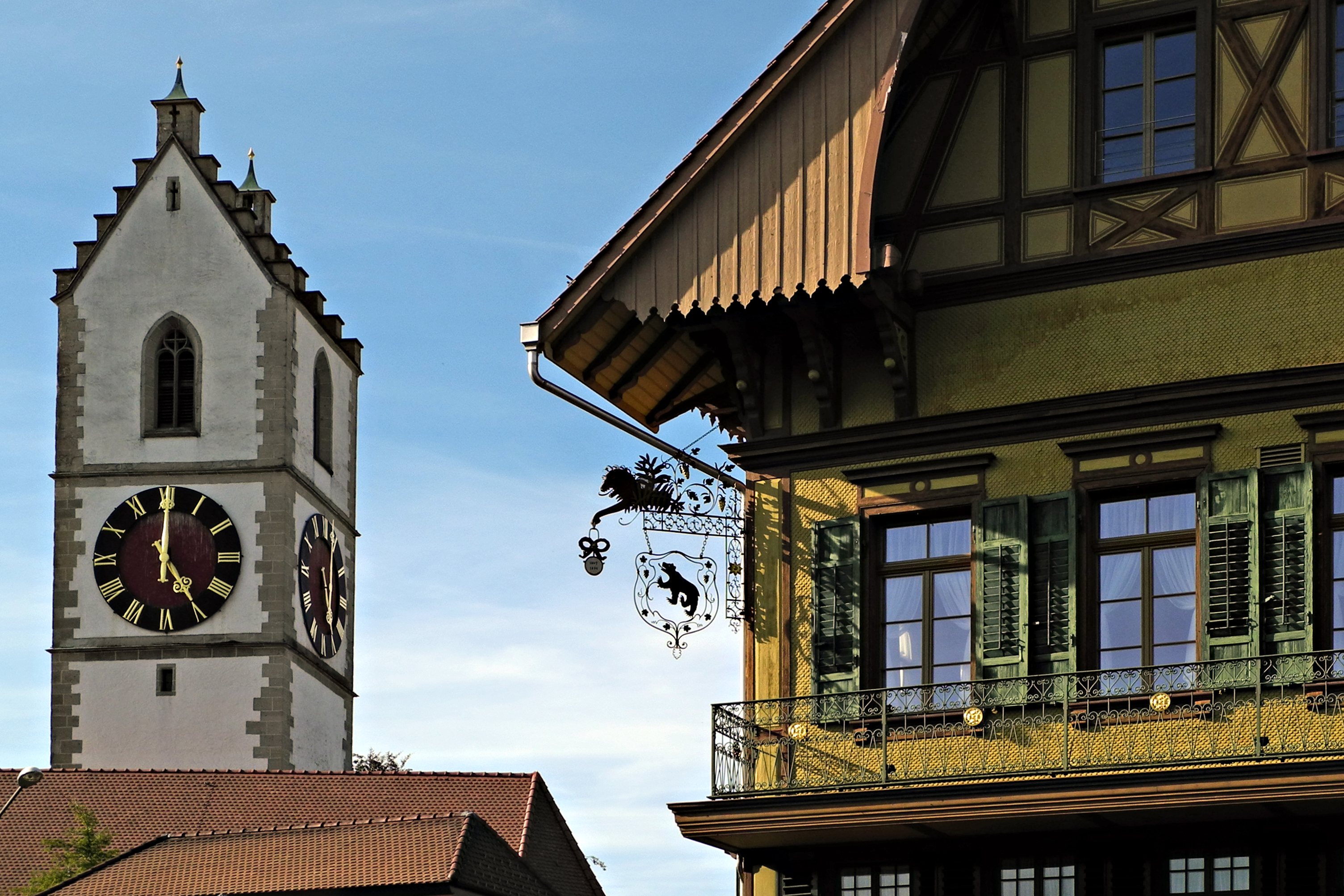

蘇米斯瓦爾德是瑞士的城鎮，位於該國中西部，由伯恩州負責管轄，面積59.34平方公里，一半土地是農業用地，海拔高度702米，2011年人口5,034，人口密度每平方公里85人。

## 外部連結
- Official website （页面存档备份，存于） （德文）
- website about the castle （页面存档备份，存于） （法文）